# 長尾巧
長尾 巧（ながお たくみ、1891年3月9日 - 1943年8月28日）は、日本の地質学者・古生物学者。ニッポノサウルスの化石研究者として知られる。

## 来歴
現在の福岡県田川市出身。東京高等師範学校を卒業後、山口県岩国中学校や鹿児島師範学校で教員を務める。東京高等師範では博物学科に所属し、佐藤伝蔵の講義から地質学への興味を抱いたとされる。
その後東北帝国大学に入学し、理学部で矢部長克の指導を受ける。1921年に東北帝大理学部を卒業後、同大学講師となる。長尾が取り組んだのは、出身地でもある北九州地方の炭田の地質構造研究だった。
1927年から渡仏して2年間パリで研究に従事した。この留学は、教授候補者に対する当時の慣例だったとされる。この間、理学博士号を取得して助教授となる。帰国後、1930年に創設された北海道帝国大学理学部に教授として迎えられた。北大では地質学鉱物学科で地史学と古生物学の講座を担当する。石狩など道内の炭田地質の研究とともに中生代や新生代の日本産化石研究にも従事した。1933年に樺太で発掘された哺乳類の頭骨が持ち込まれ、デスモスチルスのものと判明、現地まで発掘に赴いてほぼ全身の化石発掘に成功する。1936年に陸軍特別大演習に際して北大を訪問した昭和天皇に、デスモスチルス化石について進講した。さらに、樺太から恐竜化石がもたらされ、長尾は再び発掘に赴いた。発掘された化石は「ニッポノサウルス」と命名される。
1938年2月に日本古生物学会会長に就任し、1年務めた。1941年、長尾は母校である東北帝大に東亜地質学の教授として移る。しかし、胃癌を発症して、1943年8月28日に満52歳で死去した。

## 人物
剣道3段の一方、宝生流の謡曲を嗜んだ。

## 関連文献
- 越前谷宏紀・田中嘉寛・高崎竜司・田中公教『北大古生物学の巨人たち』北海道大学出版会、2017年